# Прохоров Федір Вікторович
Федір Вікторович Прохоров (нар. 24 квітня 1981, Київ, УРСР) — український футболіст, захисник.

## Кар'єра гравця
Вихованець футбольної школи запорізького «Металурга», але професіональну кар'єру футболіста розпочав у складі другої команди «металургів». Після цього виступав у дніпропетровському «Дніпрі» та столичній «Оболоні». 27 листопада 2005 року дебютував у футболці сімферопольської «Таврії» у Вищій лізі в поєдинку проти ФК «Харків» (0:0). Після виступів у клубах «Кримтеплиця» (смт Молодіжне) та «Княжа» (Щасливе) в 2008 році повернувся до броварського «Нафкому». Восени 2009 року підписав контракт з вінницькою «Нивою», кольори якої захищав до 2011 року. Завершив кар'єру футболіста в 2012 році виступами в аматорському клубі «Чайка» (Петропавлівська Борщагівка).

## Кар'єра в збірній
На юнацькому чемпіонаті Європи з футболу (U-18), який проходив у 2000 році в Німеччині, захищав кольори збірної України. Потім виступав у збірній Україні (U-20) на чемпіонаті світу з футболу (U-20).

## Досягнення
- Юнацький чемпіонат Європи з футболу (U-19)
  -  Фіналіст (1): 2000